# Huernia namaquensis
Huernia namaquensis är en oleanderväxtart som beskrevs av Neville Stuart Pillans. Huernia namaquensis ingår i släktet Huernia och familjen oleanderväxter. Inga underarter finns listade i Catalogue of Life.